# Łuk odruchowy
Łuk odruchowy – droga, jaką przebywa impuls nerwowy od receptora bodźca poprzez neuron czuciowy, kojarzeniowy oraz ruchowy do efektora. 
Łuk odruchowy składa się z: 
1. receptora,
2. dośrodkowej drogi doprowadzającej (aferentnej) – nerw czuciowy,
3. ośrodka nerwowego,
4. drogi odprowadzającej wyprowadzającej (eferentnej),
5. efektora.

W łuku odruchowym impuls nerwowy z receptora zawsze wędruje neuronem czuciowym do ośrodkowego układu nerwowego. Łuk nerwowy jest podłożem fizjologicznym reakcji na bodźce. 
Łuk odruchowy ma bardzo ważne znaczenie dla organizmu, umożliwia bowiem szybką reakcję obronną – reakcję autonomiczną, która nie angażuje naszej woli (odruch bezwarunkowy). Ten proces odbywa się na poziomie rdzenia kręgowego bez udziału mózgu.
Rodzaje łuków odruchowych:
- łuk odruchowy monosynaptyczny
- łuk odruchowy bisynaptyczny
- łuk odruchowy polisynaptyczny